# Kølvrå
Kølvrå is een plaats in de Deense regio Midden-Jutland, gemeente Viborg. De plaats telt 743 inwoners (2018) en ligt in de parochie Karup.
Kølvrå werd gesticht in 1950 en is de eerste plaats in Denemarken die geheel planmatig is ontworpen. In 1953/1954 werd het winkelcentrum geopend dat daarmee ook het eerste winkelcentrum was in Denemarken. Het was een bijzonderheid dat alle winkels dicht bij elkaar waren gegroepeerd, en middels een voetgangersgebied bereikbaar waren.
In 1956 werd Kølvrå aangesloten op de spoorlijn van Herning naar Viborg dankzij de bouw van Kølvrå Station. In 1971 werd het reizigersverkeer op de lijn echter gestaakt.
In de beginjaren werkte 99% van de bewoners bij Flyvestation Karup, het militaire vliegveld dat in de Tweede Wereldoorlog door de Duitse bezetter was aangelegd en na de oorlog door de Deense luchtmacht in gebruik was genomen.